# Miały
Miały (pol. hist. Biała Nadolna) – wieś w Polsce położona w województwie wielkopolskim, w powiecie czarnkowsko-trzcianeckim, w gminie Wieleń, niedaleko Wronek oraz Krzyża Wlkp, nad Miałą.

## Nazwa
Problematyka nazwy wsi jest dość zagmatwana. Wieś Miały wzięła swoją nazwę od rzeki Miała, która dawniej nazywała się „Białą”, a więc pierwotnie wieś Miały nazywała się Biała dzieląc tę nazwę z sasiednimi wsiami. Według historyków nazwa Biała określała pierwotnie większy obszar leżący nad rzeką Białą oraz obejmowała kilka okolicznych wsi. Źródła historyczne wymieniają w rejonie kilka osad o tej nazwie: „Białą Pośrednią” identyfikowaną ze wsią Mężyk, „Białą Nadolną”, identyfikowaną ze wsią Miały, inną Białą leżącą w parafii Wronki oraz "Białą Górną" lub "Wysoką" czyli obecną wsią Białą.
Miejscowość pierwotnie związana była z Wielkopolską. Istnieje co najmniej od połowy XVI wieku. Odnotowana po raz pierwszy w dokumentach z lat 1564-1565 jako „Mialy”, 1580 „Miałła”, 1581 „Miałła alias Chełst”. W 1580 wieś leżała w powiecie poznańskim, w starostwie wieleńskim w Korony Królestwa Polskiego i była królewszczyzną czyli wsią należącą do królów polskich
Wieś ma jednak wcześniejszą metrykę niż zachowane o niej archiwalne zapisy. Archeolodzy odkryli w okolicy wsi niedatowane ślady osady palowej nad Jeziorem Świętym. Na północ od drogi do Mężyka odkryto zniszczone obecnie i niedatowane grodzisko wklęsłe, osadę z XII–XIII wieku znajdującą się prawdopodobnie w pobliżu jez. Wielkiego, oraz osadę średniowieczną na zalesionym wzgórzu na południe od Miały.
W latach 1564-1565 we wsi gospodarowało 5 kmieci, którzy mieli trochę roli. Były w niej także dwie barcie nieużytkowane z powodu wyrąbania pobliskiego boru na budulec po pożarze miasta Wronki. Barcie te dawały dawniej 6,5 „ćwierci” miodu. Po wyrębie zostało 8 drzew z barciami zasiedlonymi przez pszczoły oraz dół do wyrobu smoły. Do wsi Miały należały także jeziora: Okunino, Okuninko, Bąd, Święte i stawek na rzece Białej jak wówczas nazywano rzekę Miałę. W latach 1580–1581 wieś Miały należała do wojewody poznańskiego Stanisława Górki, który zapłacił pobór podatkowy od 7 zagrodników oraz z papierni usytuowanej w Chełście.
Do czasu rozbiorów leżała w Rzeczypospolitej Obojga Narodów. Wskutek II rozbioru Polski w 1793, miejscowość przeszła pod władanie Prus i jak cała Wielkopolska znalazła się w zaborze pruskim.
Okolica była tradycyjnie niezamożna (słabe ziemie). Dworzec w Miałach został zdobyty 6 stycznia 1919 przez powstańców wielkopolskich, wśród których był Jan Rzepa. Upamiętnia to tablica okolicznościowa z 1994. Była to granica polskich zdobyczy powstańczych.
W latach 1954–1959 wieś należała i była siedzibą władz gromady Miały, po jej zniesieniu w gromadzie Drawsko. W latach 1975–1998 miejscowość administracyjnie należała do województwa pilskiego.
10 sierpnia 1992 roku w pobliżu Miałów miał miejsce jeden z największych w historii Polski pożar, w którym spłonęło blisko 6000 hektarów lasu.

## Zabytki i osobliwości
- stare domy drewniane, np. drewniana chałupa przy ul. Wronieckiej 9 (XVIII wiek, przebudowana),
- kościół św. Antoniego Padewskiego, neogotyk (1909),
- Izba Historii Regionalnej w remizie strażackiej otwarta 3 maja 2006,
- dawna szkoła (1870, powiększona w 1912),
- przed szkołą głaz pamiątkowy ku czci powstańców wielkopolskich odsłonięty 4 czerwca 1988,
- kapliczka maryjna z początku XX wieku,
- stary zakład drzewny z 1872,
- dworzec kolejowy[7],
- stary cmentarz ewangelicki przy ul. Rzecznej (pozostały nikłe ślady po nagrobkach)[8],
- przy wylocie na Wieleń krzyż ocalały z wielkiego pożaru Puszczy Noteckiej w 1992[9].

### Galeria

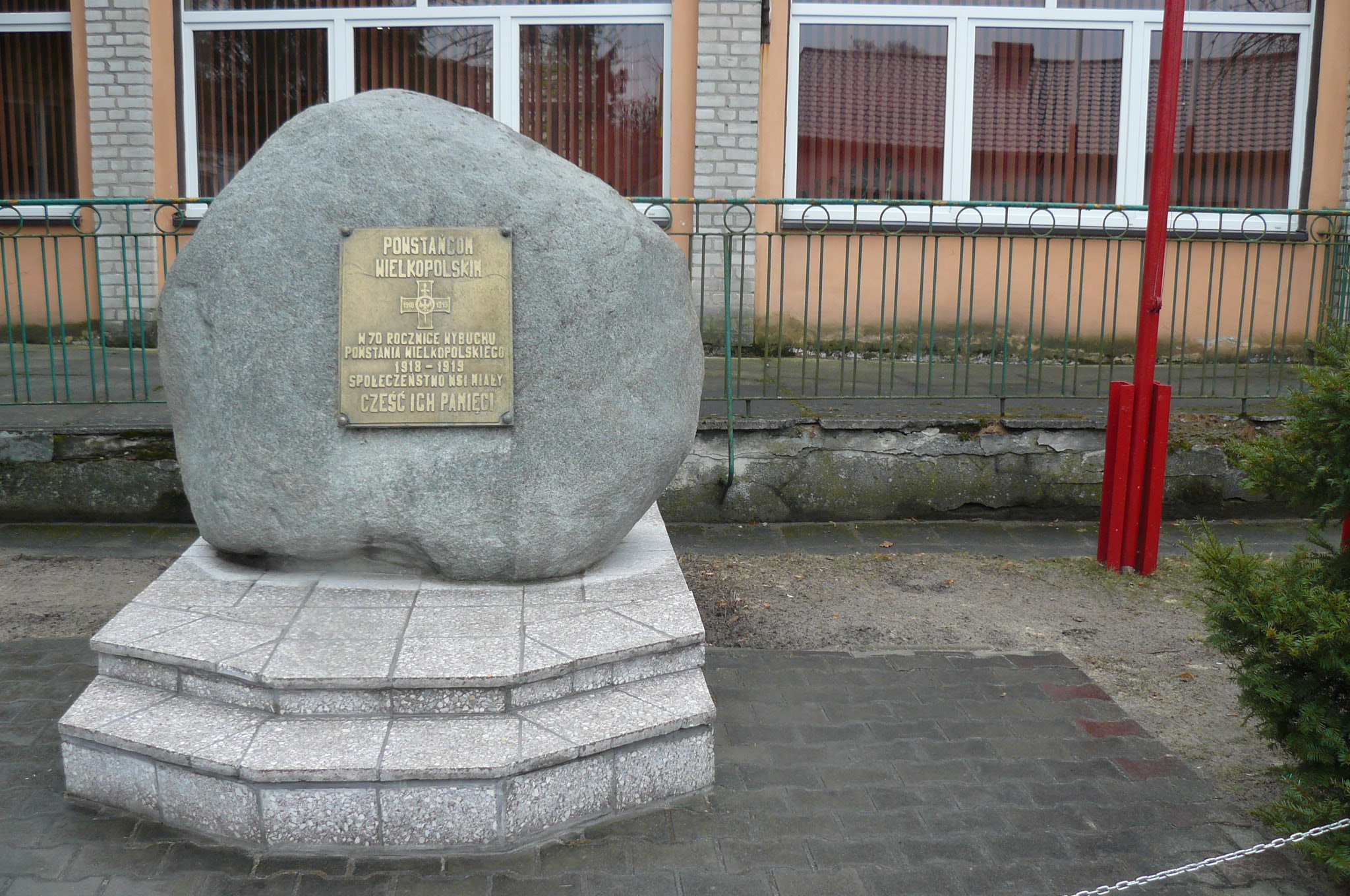
Pomnik powstańczy
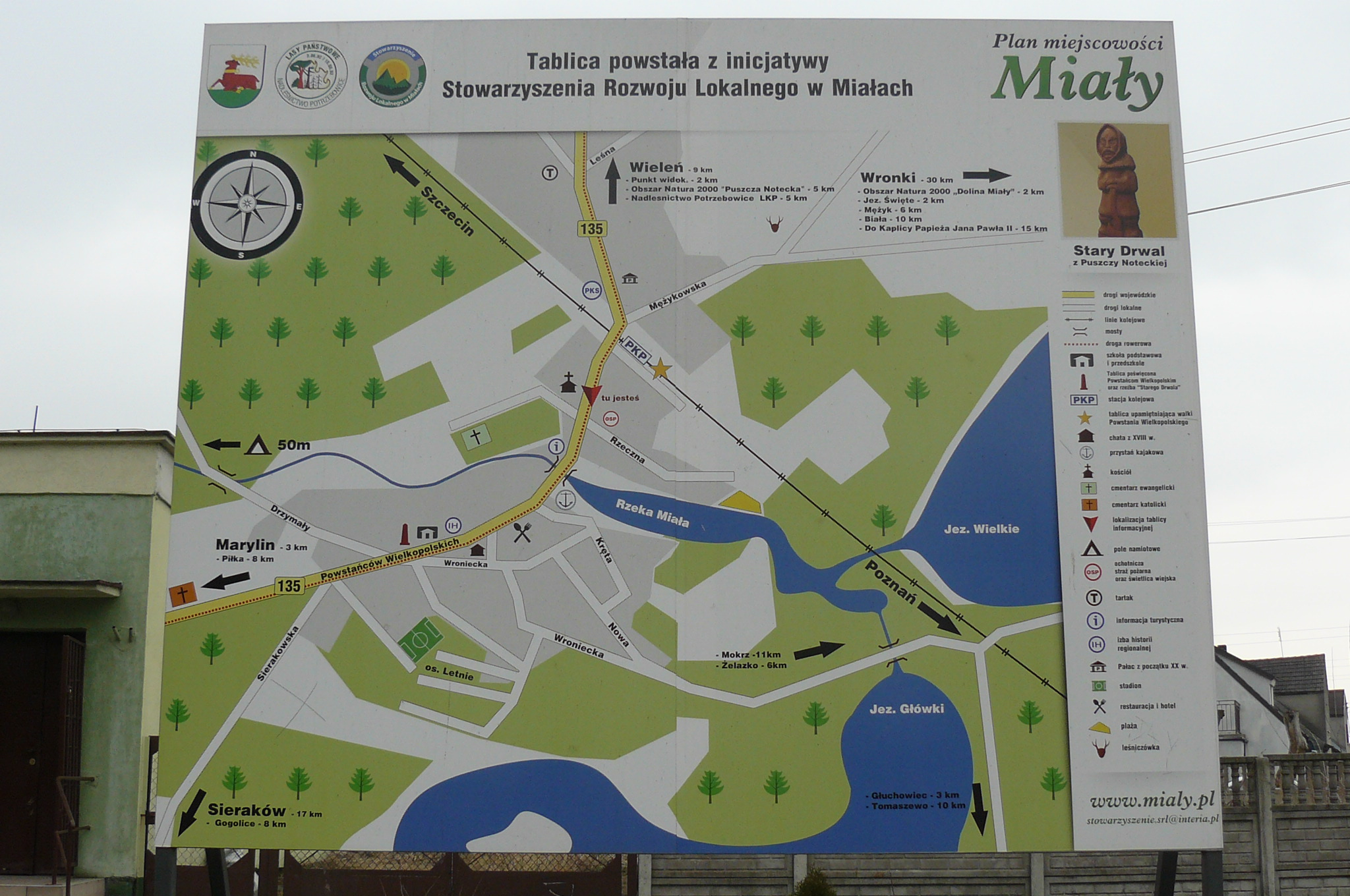
Plan wsi
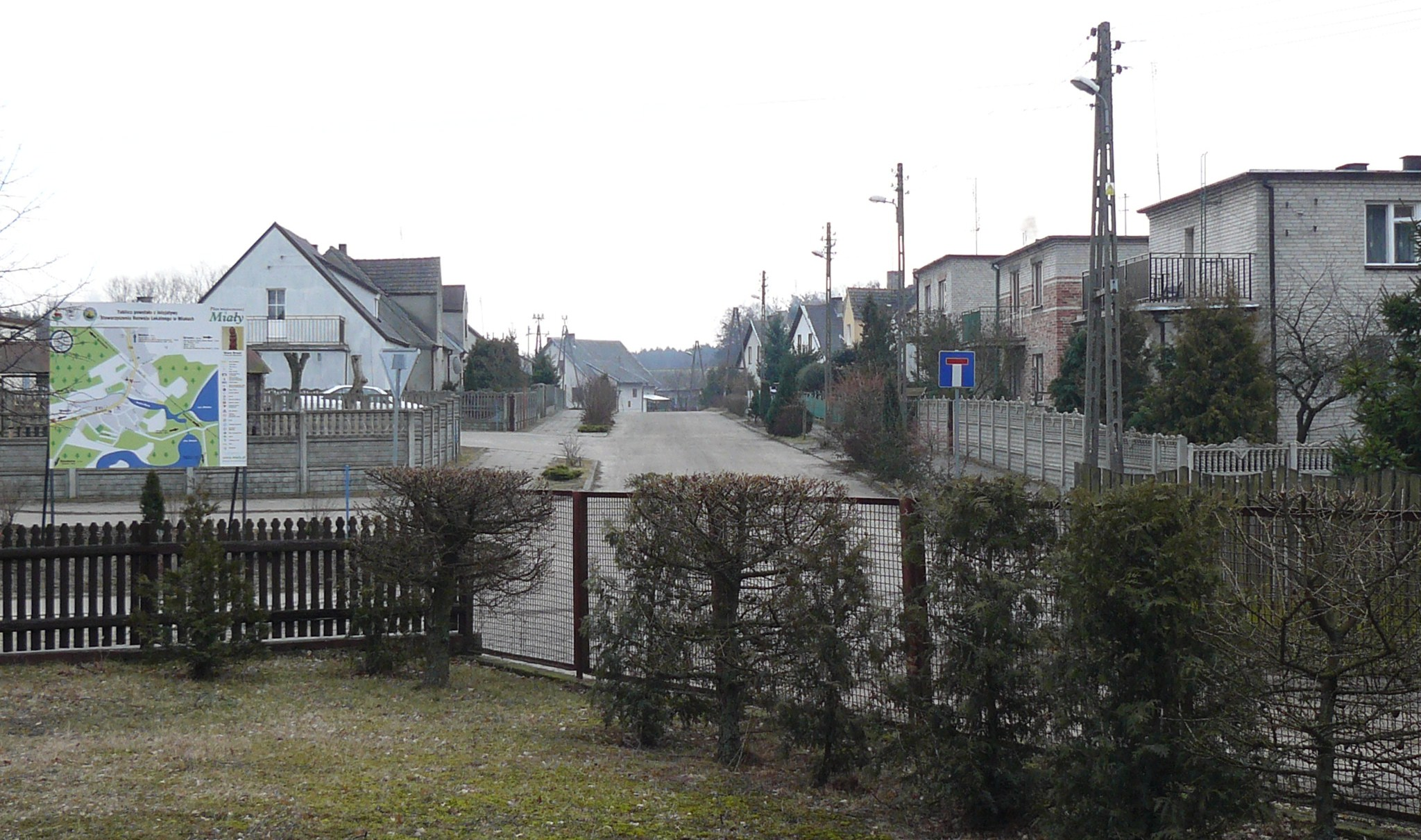
Część willowa
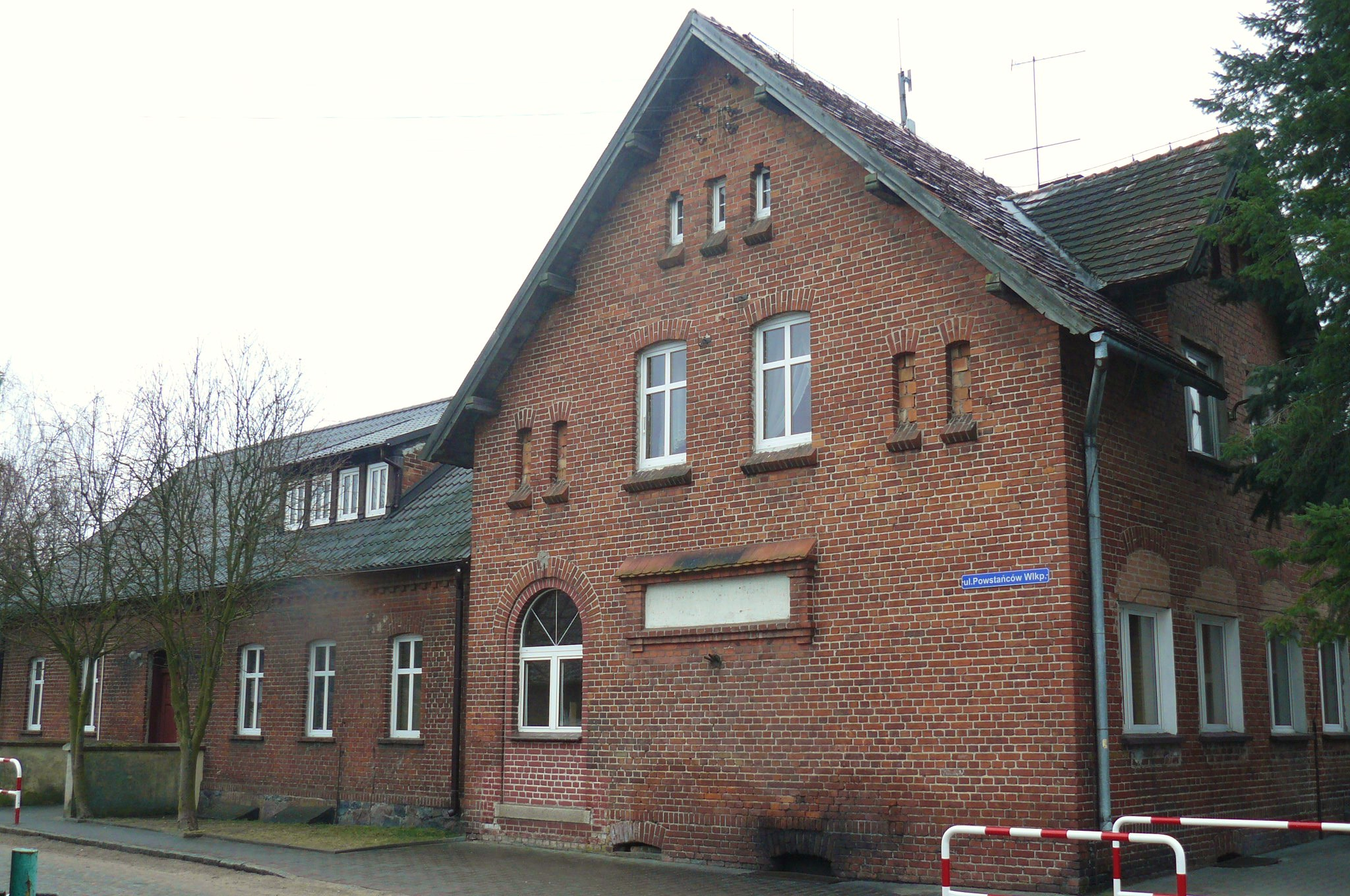
Stara szkoła
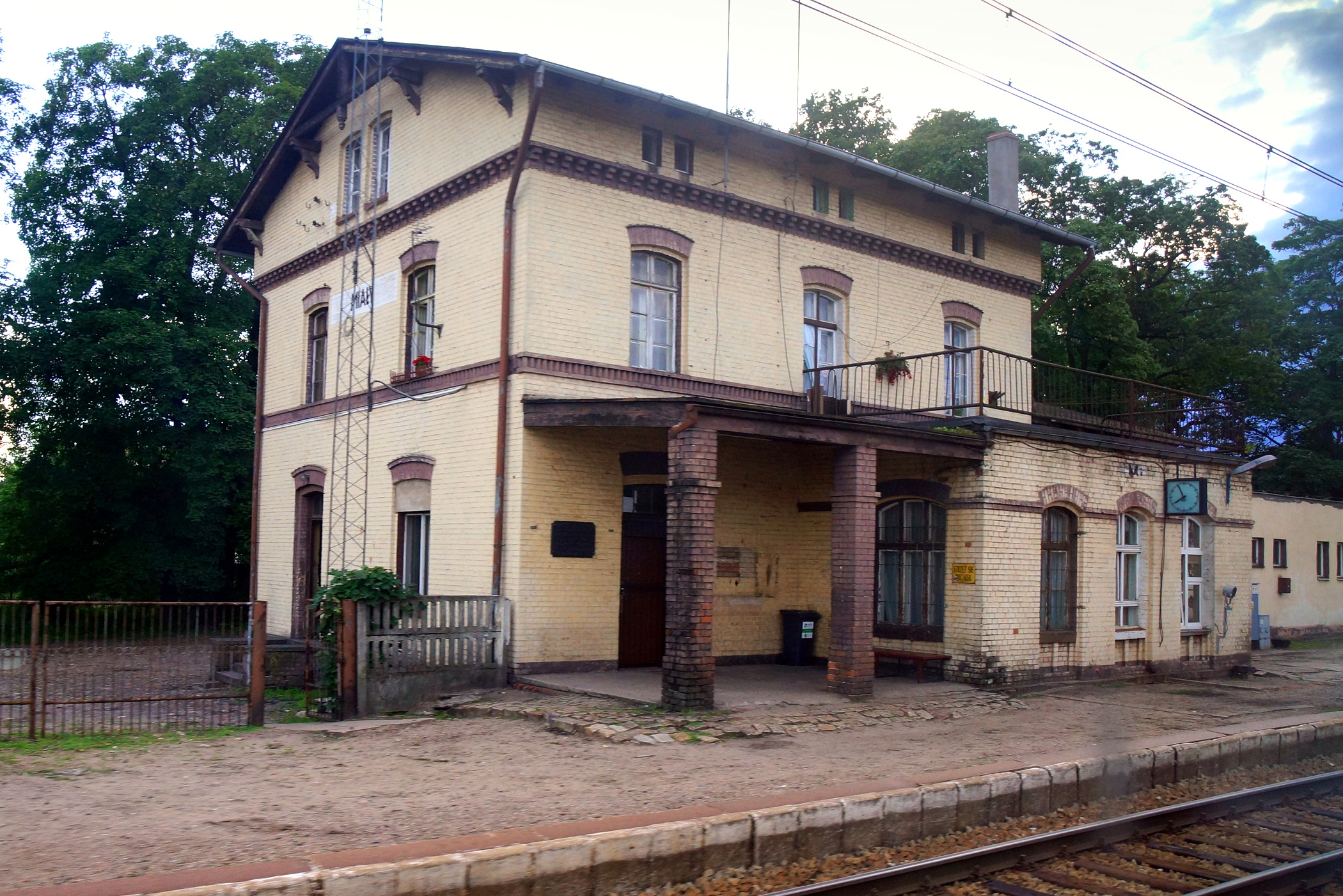
Stacja kolejowa
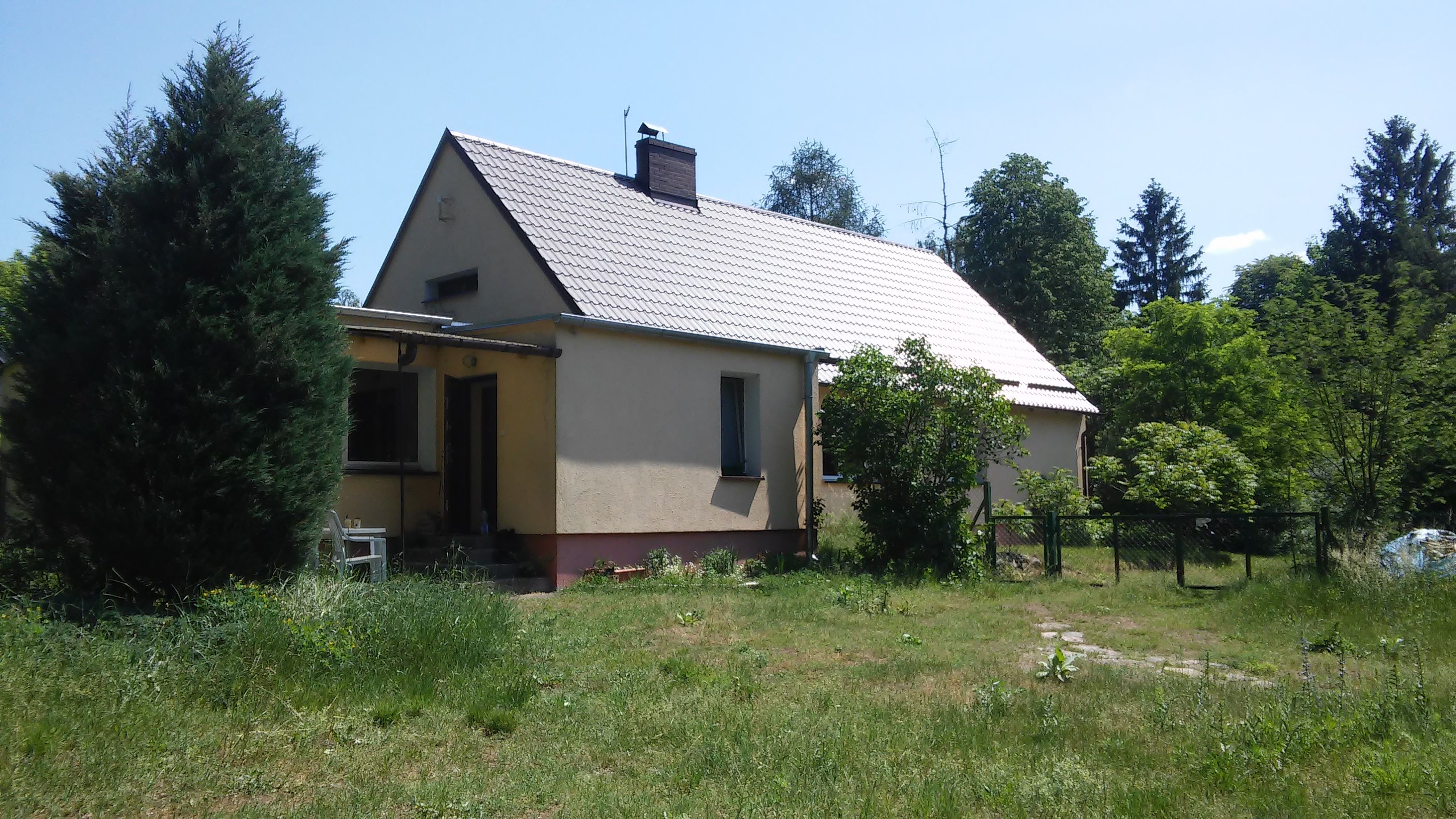
Leśniczówka